# Joe Stydahar
Joseph Lee Stydahar, detto Jumbo Joe (Kailor, 17 marzo 1912 – Beckley, 23 marzo 1977), è stato un giocatore di football americano e allenatore di football americano statunitense nella National Football League (NFL). È stato inserito nella Pro Football Hall of Fame nel 1967.

## Carriera
Stydahar fu il primo giocatore scelto nella storia dei Chicago Bears, selezionato come sesto assoluto da George Halas nel corso del primo giro del Draft NFL 1936 dalla West Virginia University. Giocò per tutta la carriera professionistica coi Bears dal 1936 al 1936, vincendo 3 campionati NFL e venendo convocato per quattro Pro Bowl. Passato al ruolo di allenatore dei Los Angeles Rams nel 1950, l'anno successivo vinse il primo e unico titolo della storia dei Rams durante la permanenza della franchigia nel sud della California.

## Palmarès
Da giocatore
- (3) Campione NFL (1940, 1941, 1946)
- (4) NFL All-Star (1938, 1939, 1940, 1941)
- (6) All-Pro selection (1936, 1937, 1938, 1939, 1940, 1942)
- Formazione ideale della NFL degli anni 1930
- Pro Football Hall of Fame (classe del 1974)
- College Football Hall of Fame

Da allenatore
- Campione NFL (1951)

## Statistiche
| Partite totali       | 84      |
| Fumble recuperati    | 2       |
| Record da allenatore | 20-27-1 |